# Thera pseudovariata
Thera pseudovariata är en fjärilsart som beskrevs av Heydemann 1933. Thera pseudovariata ingår i släktet Thera och familjen mätare. Inga underarter finns listade i Catalogue of Life.